# 国務総理大臣

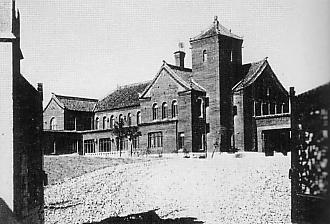
国務総理大臣官邸

国務総理大臣（こくむそうりだいじん、國務總理大臣）は、満洲国皇帝の輔弼機関である国務院の長の官職名である。諸外国の首相に相当する。皇帝の独任制の輔弼機関と位置づけられていたため国法上の位置付けは大日本帝国憲法下における内閣総理大臣よりもドイツ帝国における帝国宰相に近かった。
1934年（康徳元年）の溥儀の皇帝即位による帝政移行に際し、組織法第4條・第29條及び「大同元年三月一日以後法令ノ規定中改正ノ件」（康徳元年勅令第11号）基づき「国務総理」から名称変更された。
国家元首である皇帝により任命されるが、満洲国自体が大日本帝国の関東軍の影響下にあったため、実質的な権力は無きに等しい物であった。また自らの職務権限に基づく事務を処理するための補佐機関として総務庁があり、日本人官僚たちが集中的に配置されたため、ここが実質的な権能を掌握していた。
国務総理大臣は満洲国協和会会長と建国大学総長（学長）を兼務した。

## 国務総理の一覧
| 代 | 代 | 国務総理の氏名 | 国務総理の氏名 | 在任期間                     | 所属政党     | 執政         |
| -- | -- | -------------- | -------------- | ---------------------------- | ------------ | ------------ |
| 1  |    | 鄭孝胥         |                | 1932年3月9日 - 1934年2月28日 | 満洲国協和会 | 愛新覚羅溥儀 |

## 国務総理大臣の一覧
| 代 | 代 | 国務総理大臣の氏名 | 国務総理大臣の氏名 | 在任期間                     | 所属政党     | 皇帝   |
| -- | -- | ------------------ | ------------------ | ---------------------------- | ------------ | ------ |
| 1  |    | 鄭孝胥             |                    | 1934年3月1日 -1935年5月21日  | 満洲国協和会 | 康德帝 |
| 2  |    | 張景恵             |                    | 1935年5月22日 -1945年8月18日 | 満洲国協和会 | 康德帝 |